# 天下の青年
『天下の青年』（てんかのせいねん）は、1967年4月3日から同年7月10日までフジテレビ系列局で放送されていたテレビドラマである。東宝とフジテレビの共同製作。全15話。放送時間は毎週月曜 20:00 - 20:56 （日本標準時）。

## 概要
講道館柔道の精神を自らの信条とする青年教師が、岡山の田舎中学に赴任して数々の事件を巻き起こす学園ドラマ。原田芳雄の初主演作。
菱見百合子（後のひし美ゆり子）も本作品が初の本格的なレギュラー出演であったが、ワンカットの長台詞を覚えられず、監督の福田純からこっぴどく叱られ、四十数年後もトラウマのように覚えているという。

## 出演者
- 池新太郎：原田芳雄
- 沢井桂子
- 富士真奈美
- 菱見百合子
- 森次浩司
- 小山田宗徳
- 田中春男
- 坂田：田崎潤
- 畠山鉄心：土屋嘉男
- 大辻伺郎
- 伊藤久哉
- 小野栄一
- 宮内恵子

## スタッフ
- 脚本：才賀明、小沢洋、小松君郎、小林孝子
- 演出：杉江敏男、福田純、枝川弘

## 放送日程
| 話数 | 放送日 （1967年） | サブタイトル   | 脚本             | 演出     |
| ---- | ----------------- | -------------- | ---------------- | -------- |
| 1    | 4月3日            | 竜巻先生来る   | 才賀明           | 杉江敏男 |
| 2    | 4月10日           | 月夜の嵐       | 小沢洋           | 杉江敏男 |
| 3    | 4月17日           | 男二人         | 才賀明           | 福田純   |
| 4    | 4月24日           | 恋文にご用心   |                  | 福田純   |
| 5    | 5月1日            | ああ無銭飲食   | 小松君郎         | 杉江敏男 |
| 6    | 5月8日            | 友を選ばば     | 小沢洋           | 杉江敏男 |
| 7    | 5月15日           | 対抗試合       | 才賀明           | 福田純   |
| 8    | 5月22日           | 先生救出作戦   | 小松君郎         | 福田純   |
| 9    | 5月29日           | 学校荒し       | 小沢洋           | 枝川弘   |
| 10   | 6月5日            | 竜巻とマリア様 | 小松君郎         | 杉江敏男 |
| 11   | 6月12日           | なでしこ先生   | 才賀明           | 杉江敏男 |
| 12   | 6月19日           | 合宿は楽し     | 小松君郎         | 枝川弘   |
| 13   | 6月26日           | この日のために | 小沢洋、小林孝子 | 福田純   |
| 14   | 7月3日            | 酔いどれ新聞   | 才賀明           | 福田純   |
| 15   | 7月10日           | そして明日が…  | 小沢洋           | 杉江敏男 |